# Вишній Тварожець
Вишній Тварожець (словац. Vyšný Tvarožec) — село в Словаччині, Бардіївському окрузі Пряшівського краю. Розташоване в північно-східній частині Словаччини, у північно-західній частині Низьких Бескидів, у долині р. Свершовка, біля кордону з Польщею.
Вперше згадується у 1414 році.
В селі є церква св. Козми і Дам'яна з 1903 року.

## Населення
| Рік:            | 1994. | 2004.   | 2014.   | 2024. |
| --------------- | ----- | ------- | ------- | ----- |
| Кількість осіб: | 133   | 135     | 122     | 122   |
| Різниця:        |       | +1,50 % | -9,62 % | +0 %  |

| Рік:            | 2023. | 2024.   |
| --------------- | ----- | ------- |
| Кількість осіб: | 124   | 122     |
| Різниця:        |       | -1,61 % |

В селі проживає 116 осіб.
Національний склад населення (за даними останнього перепису населення — 2001 року):
- русини — 44,85 %
- словаки — 44,12 %
- українці — 6,62 %

Склад населення за приналежністю до релігії станом на 2001 рік:
- греко-католики — 78,68 %,
- православні — 11,76 %,
- римо-католики — 2,94 %,
- протестанти — 0,74 %,
- не вважають себе віруючими або не належать до жодної вищезгаданої церкви — 5,15 %